# ماريون كوهن
ماريون كوهن (بالإنجليزية: Marion Cohen)‏ هي كاتِبة ورياضياتية وشاعرة أمريكية، ولدت في 1943.